# David Delrieu
Pour les articles homonymes, voir Delrieu.
David Delrieu est un coureur cycliste français, né le 20 février 1971 à Aurillac (Cantal).

## Biographie
Après une brillante carrière amateur dans les équipes UC Aulnat Sayat et Côtes d'Armor, il fait ses débuts professionnels en 1996 en tant que stagiaire de l'équipe Mutuelle de Seine-et-Marne équipe dans laquelle il reste jusqu'en 1998. Il rejoint ensuite l'équipe Casino qui devient par la suite AG2R Prévoyance.
Il met un terme définitif à sa carrière à l'issue de la saison 2001.
Il est père de deux enfants: Louis et Pauline Delrieu

## Palmarès, résultats et classements

### Palmarès amateur
- 1985
  - Champion du Cantal sur route cadets
- 1988
  - Champion du Cantal sur route juniors
- 1993
  - Champion d'Auvergne sur route
  - 2e du Tour de la Creuse
- 1994
  - Tour du Charolais
  - 4e étape de la Ronde de l'Isard
  - Paris-Épernay
  - Bol d'or amateurs
  - 2e du Grand Prix Pierre-Pinel
  - 3e de Colmar-Strasbourg
  - 3e du Tour du Finistère
  - 3e du Grand Prix de Vougy
  - 7e du championnat du monde sur route militaires
- 1995
  - Tour du Labourd
  - 1re étape du Tour de Suisse orientale
  - 2e de la Flèche de Locminé
  - 2e du Tour de la Creuse
  - 3e du Tour de Suisse orientale
- 1996
  - Boucles de la Mayenne
  - Mi-août bretonne
  - Tour d'Émeraude
  - Tour du Tarn-et-Garonne
  - 2e de la Flèche de Locminé
  - 2e de la Ronde du Cognac
  - 2e du Ruban granitier breton
  - 2e du Circuit des Deux Provinces

### Palmarès professionnel
- 1996
  - Tour de l'Ain :
    - Classement général
    - 5e étape

  - 11e étape du Tour de l'Avenir
- 1998
  - 2e du Bol d'Air creusois
- 2001
  - 5e étape du Tour de l'Ain
  - 2e du Tour de l'Ain

### Résultats sur le Tour de France
2 participations
- 1997 : abandon lié a une tendinite (16e étape)
- 2000 : 83e

### Classements mondiaux
David Delrieu a été classé au mieux 204e en fin d'année au classement UCI en 1996.
| Année          | 1996 | 1997  | 1998 | 1999 | 2000 | 2001 |
| Classement UCI | 204e | 1201e | 468e | 408e | 361e | 629e |